# 1531
Il 1531 (MDXXXI in numeri romani) è un anno  del XVI secolo.

## Eventi

### Per luogo

#### Africa
- Febbraio (o marzo) – Battaglia di Antukyah tra Ahmad ibn Ibrihim al-Ghazi di Adal ed un'armata etiopica.
- 28 ottobre – Nella Battaglia di Amba Sel l'Imam Ahmad ibn Ibrihim al-Ghazi è sconfitto nuovamente dalle armate del Negus Dawit II. Comunque la parte meridionale dell'Etiopia rimane sotto il controllo delle truppe dell'Imam Ahmad.

#### Americhe
- Aprile – Battaglia di Puná: Francisco Pizarro sconfigge i nativi dell'isola.
- 16 aprile – Fondazione della città di Puebla nell'odierno Messico (che allora era il vicereame della Nuova Spagna).
- 24 giugno – Fondazione della città di San Juan del Río, in Messico.
- 25 luglio – Fondazione della città di Santiago de Querétaro, in Messico.
- Il Conquistador Francisco de Montejo dichiara Chichén Itzá capitale dello Yucatán governato dagli spagnoli.

#### Europa
- 11 febbraio – Enrico VIII d'Inghilterra viene riconosciuto come capo supremo della Chiesa d'Inghilterra.
- 27 febbraio – I principi luterani del Sacro Romano Impero formano una alleanza difensiva nota come la Lega di Smalcalda.
- 1º maggio - Nella Repubblica di Lucca ha inizio la Rivolta degli Straccioni
- 22 settembre – Nella Battaglia di Obertyn l'esercito della Moldavia viene sconfitto da forze polacche comandate da Jan Amor Tarnowski, permettendo alla Corona polacca di ricuperare Pokucie.
- 11 ottobre – Nella Battaglia di Kappel le forze di Zurigo sono sconfitte dai cantoni cattolici. Ulrico Zwingli, capo riformatore religioso elvetico, viene ucciso.
- Fondazione dell'Università di Sarajevo da parte di Gazi Husrev-beg.
- Andrea Alciato pubblica la prima parte del suo libro di emblemi Emblemata.

### Per argomento

#### Architettura
- Viene completato il faro di Kõpu.

#### Astronomia
- 26 agosto – XXIV noto della cometa di Halley al perielio, accuratamente osservata dagli astronomi Girolamo Fracastoro e Pietro Apiano, che segnalarono come la coda cometaria si estendesse sempre nella direzione opposta al Sole. (Evento astronomico 1P/1531 P1).

#### Geologia
- 26 gennaio – Lisbona in Portogallo viene colpita da un terremoto che provoca migliaia di vittime.

#### Religione
- 9-12 dicembre – La Vergine Maria sotto le spoglie di Nostra Signora di Guadalupe appare a san Juan Diego Cuauhtlatoatzin, un indigeno Azteco convertito al cattolicesimo.

## Nati

### Marzo
- 10 marzo - John Shakespeare, mercante britannico († 1601)

### Aprile
- 7 aprile - Agostino Valier, cardinale e vescovo cattolico italiano († 1606)
- 13 aprile - Hugues Loubenx de Verdalle, cardinale francese († 1595)

### Maggio
- 1º maggio - Giuseppe Moleti, scienziato italiano († 1588)
- 1º maggio - Caterina Tomás, religiosa spagnola († 1574)
- 15 maggio - Maria d'Austria, duchessa († 1581)

### Giugno
- 9 giugno - Federico Corner, cardinale e vescovo cattolico italiano († 1590)
- 20 giugno - Cesare Caporali, poeta italiano († 1601)

### Luglio
- 17 luglio - Antoine de Créqui Canaples, cardinale, vescovo cattolico e abate francese († 1574)
- 25 luglio - Alfonso Rodríguez, gesuita spagnolo († 1617)
- 25 luglio - Giovanni Sambuco, filologo, storico e medico ungherese († 1584)

### Agosto
- 24 agosto - Ercole Bottrigari, umanista e teorico musicale italiano († 1612)

### Settembre
- 2 settembre - Francesco Cattani da Diacceto, vescovo cattolico e teologo italiano († 1595)
- 4 settembre - Hans Fugger, banchiere e mercante tedesco († 1598)
- 26 settembre - Antonio Minutoli, medico italiano († 1606)

### Ottobre
- 4 ottobre - Costanzo Torri, cardinale e vescovo cattolico italiano († 1595)
- 5 ottobre - Satake Yoshiaki, militare giapponese († 1565)
- 7 ottobre - Scipione Ammirato, storico, genealogista e letterato italiano († 1601)
- 10 ottobre - Claudio I di Borbone-Busset, nobile francese († 1588)
- 12 ottobre - Giacomo di Savoia-Nemours, duca († 1585)
- 22 ottobre - Lorenzo Doni, pittore italiano
- 31 ottobre - Ippolito de' Rossi, cardinale e vescovo cattolico italiano († 1591)

### Novembre
- 4 novembre - Maso da San Friano, pittore italiano († 1571)
- 14 novembre - Richard Topcliffe, nobile e investigatore inglese († 1604)
- 16 novembre - Anna d'Este, nobile († 1607)
- 18 novembre - Roberto Ridolfi, nobile italiano († 1612)

### Dicembre
- 6 dicembre - Vespasiano I Gonzaga, condottiero, politico e mecenate italiano († 1591)
- 10 dicembre - Enrico IX di Waldeck, nobile tedesco († 1577)
- 20 dicembre - Enrico di Brederode, nobile olandese († 1568)

### Senza giorno specificato
- Isabella di Challant, nobile italiana († 1596)
- Şehzade Cihangir, principe ottomano († 1553)
- Marcello Acquaviva, arcivescovo cattolico italiano († 1617)
- Akiyama Nobutomo, militare giapponese († 1575)
- Ludovico Antinori, arcivescovo cattolico italiano († 1576)
- Antonio, priore di Crato, principe portoghese († 1595)
- Francesco Apollodoro, pittore italiano († 1612)
- Andrea Ardinghelli, banchiere italiano († 1602)
- Filippo Apiano, cartografo tedesco († 1589)
- Gabriele Bombasi, letterato e collezionista d'arte italiano († 1602)
- Barnabé Brisson, diplomatico francese († 1591)
- Tommaso Buoninsegni, teologo italiano († 1610)
- Bernardo Buontalenti, architetto, scultore e pittore italiano († 1608)
- James Burbage, attore teatrale, direttore teatrale e imprenditore britannico († 1597)
- Michele Burlamacchi, mercante italiano († 1590)
- Thomas Butler, X conte di Ormond, nobile irlandese († 1614)
- Paride Cattaneo della Torre, presbitero e scrittore italiano († 1614)
- Endō Naotsune, militare giapponese († 1570)
- Diana Folch de Cardona, nobile italiana († 1559)
- Hara Masatane, militare giapponese († 1575)
- François de La Noue, condottiero e scrittore francese († 1591)
- Vincenzo Anastagi, militare italiano († 1586)
- Pompeo Leoni, scultore e medaglista italiano († 1608)
- Celio Malespini, scrittore, falsario e avventuriero italiano († 1609)
- Domenico Mellini, umanista, letterato e diplomatico italiano († 1620)
- Melchior Neusidler, liutista tedesco († 1591)
- Jacopo Pergamini, letterato e religioso italiano († 1615)
- John Popham, giurista inglese († 1607)
- Frances Sidney, nobildonna inglese († 1589)
- Agostino Ramelli, ingegnere italiano († 1608)
- Serafino Razzi, scrittore italiano († 1613)
- Louis de Revol, politico francese († 1594)
- Christoph Schissler, artigiano tedesco († 1608)
- Ludolph Schrader, giurista tedesco († 1589)
- Muzio I Sforza di Caravaggio, nobile italiano († 1552)
- Henry Stanley, IV conte di Derby, nobile inglese († 1593)
- Giacomo Stewart, conte scozzese († 1570)
- Filippo Venuti, grammatico e linguista italiano († 1587)
- Luis de Carvajal, pittore spagnolo († 1608)
- Cipriano de Valera, teologo e traduttore spagnolo
- Giulia della Rovere, nobildonna italiana († 1563)

## Morti
- 8 gennaio - Alberto III Pio di Savoia, politico (n. 1475)
- 6 marzo - Pedro Arias Dávila, funzionario spagnolo
- 13 marzo - Martino Bovollino, letterato, notaio e poeta svizzero
- 28 marzo - Niccolò Leonico Tomeo, docente italiano (n. 1456)
- 9 aprile - Giulio Cattaneo, diplomatico e politico italiano
- 10 maggio - Giorgio I di Pomerania, nobile tedesco (n. 1493)
- 14 maggio - Guillaume de Montmorency, politico francese (n. 1453)
- 17 maggio - Konrad Wimpina, umanista e teologo tedesco (n. 1460)
- 19 maggio - Jan Łaski, arcivescovo cattolico e politico polacco (n. 1456)
- 10 giugno - Alberto da Cotignola, religioso e letterato italiano
- 7 luglio - Tilman Riemenschneider, scultore e intagliatore tedesco
- 13 luglio - Luigi di Brézé, nobile francese (n. 1463)
- 15 agosto - Girolamo Barbarigo, politico italiano
- 30 agosto - Diego Hurtado de Mendoza, nobile spagnolo (n. 1461)
- 8 settembre - Benedetto Tiezzi, religioso italiano
- 16 settembre - Lorenzo Pucci, cardinale e vescovo cattolico italiano (n. 1458)
- 22 settembre - Luisa di Savoia, nobile (n. 1476)
- 11 ottobre - Ulrico Zwingli, teologo e militare svizzero (n. 1484)
- 19 ottobre - Fadrique Álvarez de Toledo y Enríquez, nobile e militare spagnolo (n. 1460)
- 24 ottobre - Hans Leu il Giovane, pittore svizzero
- 28 ottobre - Bernardo Parentino, pittore italiano
- 1º novembre - Altobello Averoldi, vescovo cattolico italiano (n. 1468)
- 24 novembre - Giovanni Ecolampadio, teologo e umanista svizzero (n. 1482)
- 15 dicembre - Rombout II Keldermans, architetto fiammingo
- 24 dicembre - Malatesta IV Baglioni, generale, mercenario e nobile italiano (n. 1491)
- Alfonso di Zamora, rabbino e ebraista spagnolo (n. 1474)
- Giovanni da Asola, pittore italiano
- Atoc, generale inca
- Baldassarre Biassa, ammiraglio italiano
- Antonio Brocardo, poeta italiano
- Hans Burgkmair, pittore tedesco (n. 1473)
- Vincenzo Catena, pittore italiano
- Mary Fiennes, nobildonna inglese (n. 1495)
- Gregor Haloander, umanista tedesco (n. 1501)
- Giovanni Giorgio Lascaris, scultore italiano
- Sonam Lhundrup, monaco buddhista tibetano (n. 1456)
- Marco Martello, umanista italiano (n. 1460)
- Chiara Sforza, nobildonna italiana (n. 1467)
- Johannes Stöffler, astronomo tedesco (n. 1452)
- Vallabha, teologo e filosofo indiano (n. 1479)
- Galeazzo Visconti, conte e militare italiano (n. 1455)
- Bernardino Zaccagni, architetto italiano
- Paolo Zane, vescovo cattolico italiano (n. 1460)
- Rhys ap Gruffydd, militare gallese (n. 1508)
- Gianfrancesco II da Correggio, politico italiano
- Tommaso da Vico, medico italiano
- Gerónimo de Aguilar, esploratore spagnolo (n. 1489)
- Arduino Arriguzzi, incisore italiano

## Calendario
| Calendario 1531 | Calendario 1531 | Calendario 1531 | Calendario 1531 | Calendario 1531 | Calendario 1531 | Calendario 1531 | Calendario 1531 | Calendario 1531 | Calendario 1531 | Calendario 1531 | Calendario 1531 | Calendario 1531 | Calendario 1531 | Calendario 1531 | Calendario 1531 | Calendario 1531 | Calendario 1531 | Calendario 1531 | Calendario 1531 | Calendario 1531 | Calendario 1531 | Calendario 1531 | Calendario 1531 | Calendario 1531 | Calendario 1531 | Calendario 1531 | Calendario 1531 | Calendario 1531 | Calendario 1531 | Calendario 1531 | Calendario 1531 | Calendario 1531 |
| --------------- | --------------- | --------------- | --------------- | --------------- | --------------- | --------------- | --------------- | --------------- | --------------- | --------------- | --------------- | --------------- | --------------- | --------------- | --------------- | --------------- | --------------- | --------------- | --------------- | --------------- | --------------- | --------------- | --------------- | --------------- | --------------- | --------------- | --------------- | --------------- | --------------- | --------------- | --------------- | --------------- |
|                 | 1               | 2               | 3               | 4               | 5               | 6               | 7               | 8               | 9               | 10              | 11              | 12              | 13              | 14              | 15              | 16              | 17              | 18              | 19              | 20              | 21              | 22              | 23              | 24              | 25              | 26              | 27              | 28              | 29              | 30              | 31              |                 |
| Gennaio         | Do              | Lu              | Ma              | Me              | Gi              | Ve              | Sa              | Do              | Lu              | Ma              | Me              | Gi              | Ve              | Sa              | Do              | Lu              | Ma              | Me              | Gi              | Ve              | Sa              | Do              | Lu              | Ma              | Me              | Gi              | Ve              | Sa              | Do              | Lu              | Ma              |                 |
| Febbraio        | Me              | Gi              | Ve              | Sa              | Do              | Lu              | Ma              | Me              | Gi              | Ve              | Sa              | Do              | Lu              | Ma              | Me              | Gi              | Ve              | Sa              | Do              | Lu              | Ma              | Me              | Gi              | Ve              | Sa              | Do              | Lu              | Ma              |                 |                 |                 |                 |
| Marzo           | Me              | Gi              | Ve              | Sa              | Do              | Lu              | Ma              | Me              | Gi              | Ve              | Sa              | Do              | Lu              | Ma              | Me              | Gi              | Ve              | Sa              | Do              | Lu              | Ma              | Me              | Gi              | Ve              | Sa              | Do              | Lu              | Ma              | Me              | Gi              | Ve              |                 |
| Aprile          | Sa              | Do              | Lu              | Ma              | Me              | Gi              | Ve              | Sa              | Do              | Lu              | Ma              | Me              | Gi              | Ve              | Sa              | Do              | Lu              | Ma              | Me              | Gi              | Ve              | Sa              | Do              | Lu              | Ma              | Me              | Gi              | Ve              | Sa              | Do              |                 |                 |
| Maggio          | Lu              | Ma              | Me              | Gi              | Ve              | Sa              | Do              | Lu              | Ma              | Me              | Gi              | Ve              | Sa              | Do              | Lu              | Ma              | Me              | Gi              | Ve              | Sa              | Do              | Lu              | Ma              | Me              | Gi              | Ve              | Sa              | Do              | Lu              | Ma              | Me              |                 |
| Giugno          | Gi              | Ve              | Sa              | Do              | Lu              | Ma              | Me              | Gi              | Ve              | Sa              | Do              | Lu              | Ma              | Me              | Gi              | Ve              | Sa              | Do              | Lu              | Ma              | Me              | Gi              | Ve              | Sa              | Do              | Lu              | Ma              | Me              | Gi              | Ve              |                 |                 |
| Luglio          | Sa              | Do              | Lu              | Ma              | Me              | Gi              | Ve              | Sa              | Do              | Lu              | Ma              | Me              | Gi              | Ve              | Sa              | Do              | Lu              | Ma              | Me              | Gi              | Ve              | Sa              | Do              | Lu              | Ma              | Me              | Gi              | Ve              | Sa              | Do              | Lu              |                 |
| Agosto          | Ma              | Me              | Gi              | Ve              | Sa              | Do              | Lu              | Ma              | Me              | Gi              | Ve              | Sa              | Do              | Lu              | Ma              | Me              | Gi              | Ve              | Sa              | Do              | Lu              | Ma              | Me              | Gi              | Ve              | Sa              | Do              | Lu              | Ma              | Me              | Gi              |                 |
| Settembre       | Ve              | Sa              | Do              | Lu              | Ma              | Me              | Gi              | Ve              | Sa              | Do              | Lu              | Ma              | Me              | Gi              | Ve              | Sa              | Do              | Lu              | Ma              | Me              | Gi              | Ve              | Sa              | Do              | Lu              | Ma              | Me              | Gi              | Ve              | Sa              |                 |                 |
| Ottobre         | Do              | Lu              | Ma              | Me              | Gi              | Ve              | Sa              | Do              | Lu              | Ma              | Me              | Gi              | Ve              | Sa              | Do              | Lu              | Ma              | Me              | Gi              | Ve              | Sa              | Do              | Lu              | Ma              | Me              | Gi              | Ve              | Sa              | Do              | Lu              | Ma              |                 |
| Novembre        | Me              | Gi              | Ve              | Sa              | Do              | Lu              | Ma              | Me              | Gi              | Ve              | Sa              | Do              | Lu              | Ma              | Me              | Gi              | Ve              | Sa              | Do              | Lu              | Ma              | Me              | Gi              | Ve              | Sa              | Do              | Lu              | Ma              | Me              | Gi              |                 |                 |
| Dicembre        | Ve              | Sa              | Do              | Lu              | Ma              | Me              | Gi              | Ve              | Sa              | Do              | Lu              | Ma              | Me              | Gi              | Ve              | Sa              | Do              | Lu              | Ma              | Me              | Gi              | Ve              | Sa              | Do              | Lu              | Ma              | Me              | Gi              | Ve              | Sa              | Do              |                 |